# Cherry eye

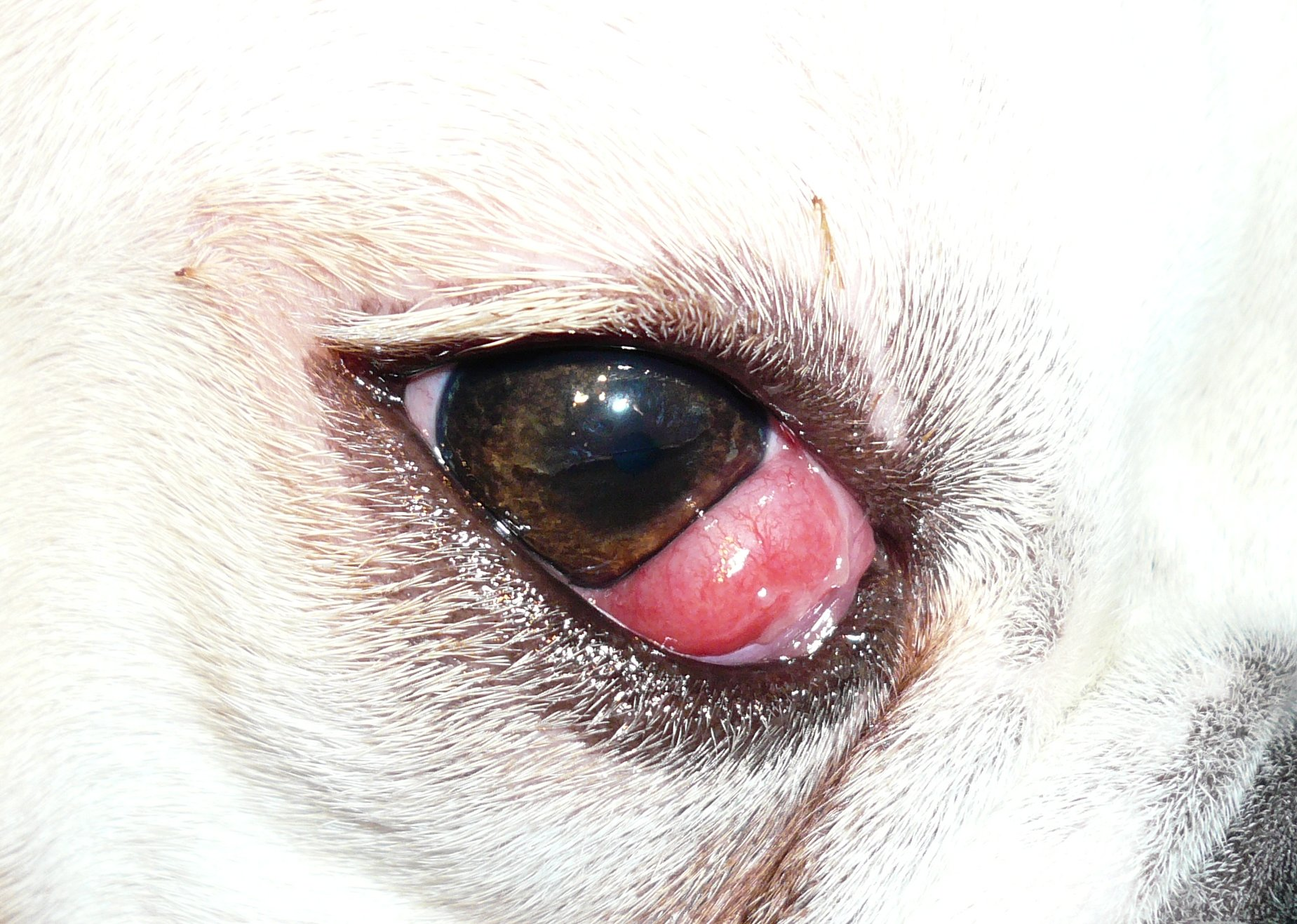
Körsbärsöga

Cherry eye (körsbärsöga) är en defekt på ögat som förekommer hos vissa hundraser.
Vid cherry eye syns en halvt ärtstor, röd "klimp" i inre ögonvrån och ibland, men inte alltid, förekommer ett litet tårflöde. Den röda svullnaden är en tårkörtel som normalt finns på baksidan av blinkhinnan men som fallit fram. Blinkhinnan är den halvmånformiga strukturen i inre ögonvrån. Den har oftast en mörk kant som gör att den inte alltid är lätt att se med det mörka ögat som bakgrund. 
Cherry eye orsakas av en svullnad och inflammation i tårkörteln, i kombination med att den bindväv som omger körteln är svag och ger efter så att körteln glider upp mellan ögat och blinkhinnan. En onormal reaktion i det lokala immunförsvaret är den mest vanliga orsaken till inflammation i körtelvävnaden. Behandlingen är kirurgisk och inriktas på att återställa körteln till sin normala plats. 
Cherry eye förekommer i första hand hos valpar och i högre frekvens i vissa raser. Bara i sällsynta fall uppträder det hos äldre djur. 
Till raser som får cherry eye hör främst amerikansk cocker spaniel, beagle, blodhund, bostonterrier, bulldoggsraserna, lhasa apso, tibetansk spaniel, sankt bernhardshund och welsh corgi.